# Apocryptophagus
Apocryptophagus is een geslacht van vliesvleugeligen uit de familie Torymidae. De wetenschappelijke naam van dit geslacht is voor het eerst geldig gepubliceerd in 1904 door Ashmead.

## Soorten
Het geslacht Apocryptophagus omvat de volgende soorten:
- Apocryptophagus agraensis (Joseph, 1953)
- Apocryptophagus brevitarsus (Grandi, 1916)
- Apocryptophagus concisiventris (Girault, 1915)
- Apocryptophagus explorator (Coquerel, 1855)
- Apocryptophagus flavus (Girault, 1927)
- Apocryptophagus fuscus (Girault, 1913)
- Apocryptophagus gigas (Mayr, 1906)
- Apocryptophagus robustus (Mayr, 1906)
- Apocryptophagus stratheni (Joseph, 1957)
- Apocryptophagus testaceus (Mayr, 1885)
- Apocryptophagus thalakvadiensis (Joseph, 1957)